# Mongeta del veremar
La mongeta o fesol del veremar és una varietat local de mongeta (Phaseolus vulgaris), típica de la zona de Gironella al Berguedà. És una varietat antiga amb risc d'extinció. La primera referència data del 1930. Altres noms són: mongeta avellaneta rossa, grogueta grossa, facciosa, fesol ros de tavella vermella. Com gairebé totes les varietats de mongeta, prové de l'Amèrica central i meridional.
El gra té un to canyella. Per al conreu es té en compte que té un cicle curt que permet plantar-la després de les patates. És del tipus de mongeta que cal enramar. Es pot menjar tan de forma seca com tendra.